# Парадела, Луис
Луи́с Хавье́р Параде́ла Ди́ас (исп. Luis Javier Paradela Díaz; 21 января 1997, Калимете, Матансас, Куба) — кубинский футболист, нападающий клуба «Сантос де Гуапилес» и сборной Кубы.

## Карьера

### Клубная карьера
Парадела выступал на родине за клубы «Гуантанамо», «Исла-де-ла-Хувентуд» и «Пинар-дель-Рио».
В январе 2019 года Парадела подписал профессиональный контракт с клубом «Универсидад» из второго по уровню дивизиона Гватемалы.
29 августа 2019 года Парадела был взят в аренду клубом Чемпионшипа ЮСЛ «Рино 1868» до конца сезона 2019, и таким образом стал первым кубинским спортсменом, прибывшим в США по визе для спортсменов. Дебютировал за «Рино» 7 сентября 2019 года в матче против «Фресно», выйдя на замену на 72-й минуте вместо Кори Херцога.
В январе 2020 года он подписал контракт с «Джокоро», клубом Примеры Сальвадора. За клуб игрок сыграл только 6 матчей и забил 1 гол, потому что клубный чемпионат был приостановлен из-за пандемии COVID-19.
В июле 2020 года перешёл в другой сальвадорский клуб «Чалатенанго», потому что не смог перейти в коста-риканский клуб «Сантос де Гуапилес» из-за ковидных ограничений. Предложение от «Сантос де Гуапилес» оставалось в силе.
В январе 2021 года всё-таки перешёл в «Сантос де Гуапилес» и вскоре дебютировал против «Картахинес».

### Международная карьера
За сборную Кубы Парадела дебютировал 27 августа 2018 года в товарищеском матче со сборной Барбадоса. 8 сентября 2018 года в матче квалификации Лиги наций КОНКАКАФ 2019/20 против сборной Теркса и Кайкоса забил свои первые голы за национальную команду, оформив хет-трик.
Парадела был включён в состав сборной Кубы на Золотой кубок КОНКАКАФ 2019.

### Голы за сборную
| № | Дата            | Место                                                   | Соперник         | Голы | Счёт | Турнир                                   |
| - | --------------- | ------------------------------------------------------- | ---------------- | ---- | ---- | ---------------------------------------- |
| 1 | 8 сентября 2018 | «Педро Марреро», Гавана, Куба                           | Теркс и Кайкос   | 1:0  | 11:0 | Квалификация Лиги наций КОНКАКАФ 2019/20 |
| 2 | 8 сентября 2018 | «Педро Марреро», Гавана, Куба                           | Теркс и Кайкос   | 4:0  | 11:0 | Квалификация Лиги наций КОНКАКАФ 2019/20 |
| 3 | 8 сентября 2018 | «Педро Марреро», Гавана, Куба                           | Теркс и Кайкос   | 6:0  | 11:0 | Квалификация Лиги наций КОНКАКАФ 2019/20 |
| 4 | 12 октября 2018 | «Кирани Джеймс Атлетик Стэдиум», Сент-Джорджес, Гренада | Гренада          | 1:0  | 2:0  | Квалификация Лиги наций КОНКАКАФ 2019/20 |
| 5 | 24 марта 2019   | «Сильвио Катор», Порт-о-Пренс, Гаити                    | Республика Гаити | 1:1  | 1:2  | Квалификация Лиги наций КОНКАКАФ 2019/20 |